# Last Exit to Brooklyn (album)
Pour les articles homonymes, voir Last Exit to Brooklyn.
Last Exit to Brooklyn est la bande originale du film Dernière sortie pour Brooklyn (Last Exit to Brooklyn). Elle est signée par l'auteur-compositeur-interprète britannique Mark Knopfler, elle est éditée le 3 octobre 1989 par Warner Bros. Records pour les États-Unis et par Vertigo Records pour le reste du monde.
L'album reprend la musique composée pour le film, produit par Bernd Eichinger et réalisé par Uli Edel.

## Réception critique
Dans sa recension pour AllMusic, William Ruhlmann lui donna trois étoiles (sur cinq), disant que c'était « la bande originale la plus ambitieuse et la plus accomplie » de Knopfler. Ruhlman remarquait que, contrairement au trois premières bandes originales de Knopfler, la musique de Last Exit to Brooklyn « ne sonnait pas comme des enregistrements de sessions de Dire Straits, mais bien plutôt se composait de partitions très orchestrées »

## Liste des titres
| Last Exit to Brooklin | Last Exit to Brooklin          | Last Exit to Brooklin | Last Exit to Brooklin | Last Exit to Brooklin | Last Exit to Brooklin | Last Exit to Brooklin | Last Exit to Brooklin | Last Exit to Brooklin | Last Exit to Brooklin |
| No                    | Titre                          | Durée                 |                       |                       |                       |                       |                       |                       |                       |
| --------------------- | ------------------------------ | --------------------- | --------------------- | --------------------- | --------------------- | --------------------- | --------------------- | --------------------- | --------------------- |
| 1.                    | Last Exit to Brooklyn          | 5:03                  |                       |                       |                       |                       |                       |                       |                       |
| 2.                    | Victims                        | 3:33                  |                       |                       |                       |                       |                       |                       |                       |
| 3.                    | Think Fast                     | 2:47                  |                       |                       |                       |                       |                       |                       |                       |
| 4.                    | A Love Idea                    | 3:05                  |                       |                       |                       |                       |                       |                       |                       |
| 5.                    | Tralala                        | 5:31                  |                       |                       |                       |                       |                       |                       |                       |
| 6.                    | Riot                           | 6:22                  |                       |                       |                       |                       |                       |                       |                       |
| 7.                    | The Reckoning                  | 7:13                  |                       |                       |                       |                       |                       |                       |                       |
| 8.                    | As Low as it Gets              | 1:30                  |                       |                       |                       |                       |                       |                       |                       |
| 9.                    | Finale – Last Exit to Brooklyn | 6:18                  |                       |                       |                       |                       |                       |                       |                       |
| 41:22                 |                                |                       |                       |                       |                       |                       |                       |                       |                       |